# Resolució 720 del Consell de Seguretat de les Nacions Unides
La Resolució 720 del Consell de Seguretat de les Nacions Unides, va ser aprovada sense sotmetre's a votació, el 21 de novembre de 1991 en una sessió privada, després de considerar la qüestió sobre la recomanació relativa al nomenament del Secretari General, el Consell va recomanar a la Assemblea General que el Sr. Boutros Boutros-Ghali fos nomenat Secretari General per un període des de l'1 de gener de 1992 fins al 31 de desembre de 1996.
El 3 de desembre de 1991, l'Assemblea General va reafirmar la decisió del Consell de Seguretat i va nomenar a Boutros Boutros-Ghali en la resolució 46/21.